# IZair
IZair (İzmir Hava Yolları) — бывшая турецкая авиакомпания со штаб-квартирой в аэропорту Измир в посёлке Газиэмир Выполняла регулярные и чартерные  международные и внутренние авиаперевозки.
Все полёты IZair выполняются от имени авиакомпании Pegasus Airlines.

## История
Авиакомпания была основана в апреле 2005 года как İzmir Hava Yolları группой бизнесменов из Измира. Она начала перевозки 14 июня 2006 года.

## Флот

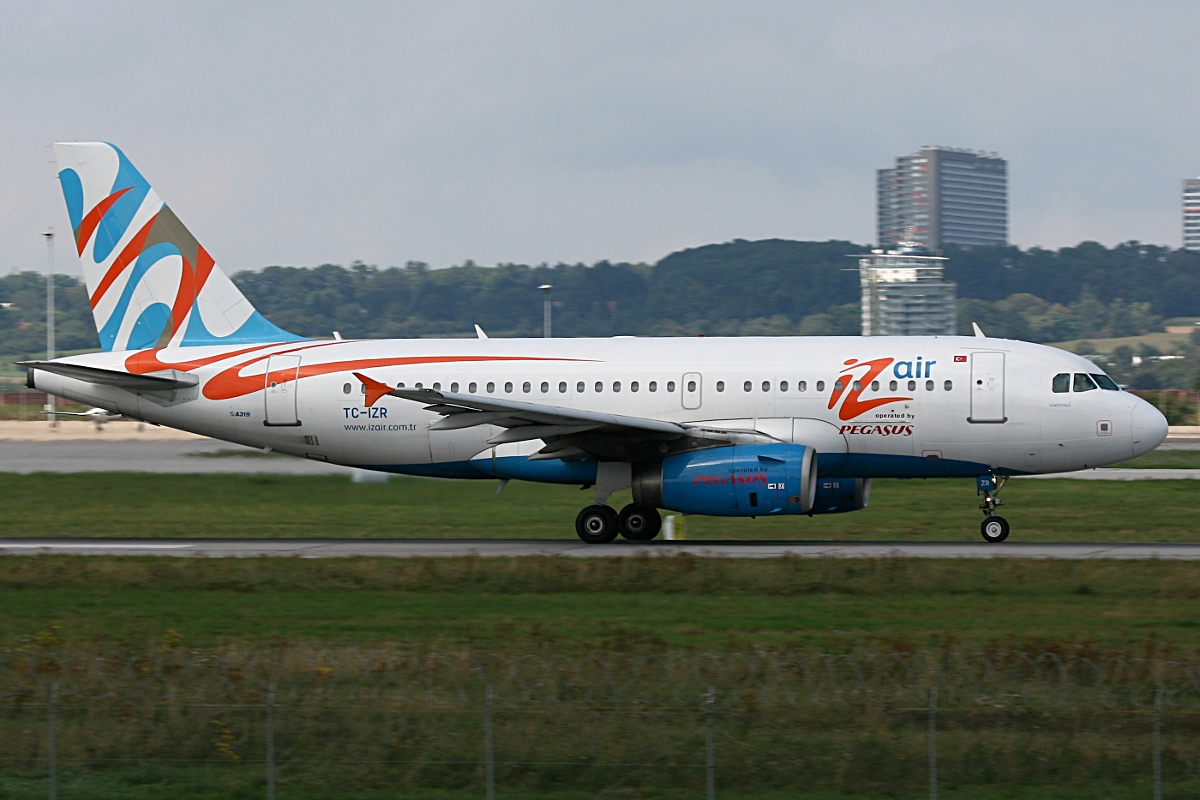
Airbus A319 IZair в Штутгартском аэропорту, Германия, 2009 год. Этот самолёт был вовлечен в инцидент 2010 года во Франкфурте

Флот IZair состоит из следующих судов, на январь 2012 года. Позже все судна будут переданы другим авиакомпаниям.

## Происшествия и инциденты
- 10 марта 2010 самолёт  Airbus A319 компании IZair, выполнявший рейс номер 361 для Pegasus Airlines, совершил аварийную посадку во франкфуртском аэропорту из-за неполадок в носовой части фюзеляжа. Покрышки передних шасси были повреждены. Взлётно-посадочная полоса 07R/25L была закрыта на 3 часа[3].